# Verderel-lès-Sauqueuse
Verderel-lès-Sauqueuse település Franciaországban, Oise megyében. Lakosainak száma 720 fő (2022. január 1.). Verderel-lès-Sauqueuse Guignecourt, Juvignies, Maisoncelle-Saint-Pierre, Milly-sur-Thérain, Pisseleu, Tillé és Troissereux községekkel határos.

## Népesség
A település népessége az elmúlt években az alábbi módon változott:
| Lakosok száma | 731  | 736  | 762  | 736  | 738  | 740  | 733  | 727  | 720  |
|               | 2013 | 2015 | 2016 | 2017 | 2018 | 2019 | 2020 | 2021 | 2022 |